# Stamboom Frederik van Oranje-Nassau (1797-1881)
Dit is de stamboom van Frederik van Oranje-Nassau (1797-1881).
| Stamboom Frederik van Oranje-Nassau (1797-1881)                              | Stamboom Frederik van Oranje-Nassau (1797-1881) | Stamboom Frederik van Oranje-Nassau (1797-1881)                                  | Stamboom Frederik van Oranje-Nassau (1797-1881)                                  | Stamboom Frederik van Oranje-Nassau (1797-1881)                                  | Stamboom Frederik van Oranje-Nassau (1797-1881)                                  | Stamboom Frederik van Oranje-Nassau (1797-1881)                                              | Stamboom Frederik van Oranje-Nassau (1797-1881)                                              | Stamboom Frederik van Oranje-Nassau (1797-1881)                                              | Stamboom Frederik van Oranje-Nassau (1797-1881)                                              | Stamboom Frederik van Oranje-Nassau (1797-1881)                                              |
| ---------------------------------------------------------------------------- | --- | -------------------------------------------------------------------------------- | -------------------------------------------------------------------------------- | -------------------------------------------------------------------------------- | -------------------------------------------------------------------------------- | -------------------------------------------------------------------------------------------- | -------------------------------------------------------------------------------------------- | -------------------------------------------------------------------------------------------- | -------------------------------------------------------------------------------------------- | -------------------------------------------------------------------------------------------- |
| Grootouders                                                                  | Willem V van Oranje-Nassau (1748-1806) x 1767 Wilhelmina van Pruisen (1751-1820) | Willem V van Oranje-Nassau (1748-1806) x 1767 Wilhelmina van Pruisen (1751-1820) | Willem V van Oranje-Nassau (1748-1806) x 1767 Wilhelmina van Pruisen (1751-1820) | Willem V van Oranje-Nassau (1748-1806) x 1767 Wilhelmina van Pruisen (1751-1820) | Willem V van Oranje-Nassau (1748-1806) x 1767 Wilhelmina van Pruisen (1751-1820) | Frederik Willem II van Pruisen (1744-1797) x 1769 Frederika van Hessen-Darmstadt (1751-1805) | Frederik Willem II van Pruisen (1744-1797) x 1769 Frederika van Hessen-Darmstadt (1751-1805) | Frederik Willem II van Pruisen (1744-1797) x 1769 Frederika van Hessen-Darmstadt (1751-1805) | Frederik Willem II van Pruisen (1744-1797) x 1769 Frederika van Hessen-Darmstadt (1751-1805) | Frederik Willem II van Pruisen (1744-1797) x 1769 Frederika van Hessen-Darmstadt (1751-1805) |
| Ouders                                                                       | Willem I van Oranje-Nassau (1772-1843) x 1791 Wilhelmina van Pruisen (1774-1837) | Willem I van Oranje-Nassau (1772-1843) x 1791 Wilhelmina van Pruisen (1774-1837) | Willem I van Oranje-Nassau (1772-1843) x 1791 Wilhelmina van Pruisen (1774-1837) | Willem I van Oranje-Nassau (1772-1843) x 1791 Wilhelmina van Pruisen (1774-1837) | Willem I van Oranje-Nassau (1772-1843) x 1791 Wilhelmina van Pruisen (1774-1837) | Willem I van Oranje-Nassau (1772-1843) x 1791 Wilhelmina van Pruisen (1774-1837)             | Willem I van Oranje-Nassau (1772-1843) x 1791 Wilhelmina van Pruisen (1774-1837)             | Willem I van Oranje-Nassau (1772-1843) x 1791 Wilhelmina van Pruisen (1774-1837)             | Willem I van Oranje-Nassau (1772-1843) x 1791 Wilhelmina van Pruisen (1774-1837)             | Willem I van Oranje-Nassau (1772-1843) x 1791 Wilhelmina van Pruisen (1774-1837)             |
| Frederik van Oranje-Nassau (1797-1881) x 1825 Louise van Pruisen (1808-1870) | |                                                                                  |                                                                                  |                                                                                  |                                                                                  |                                                                                              |                                                                                              |                                                                                              |                                                                                              |                                                                                              |
| Kinderen                                                                     | Louise (1828-1871) x 1850 Karel XV van Zweden (1826-1872) | Louise (1828-1871) x 1850 Karel XV van Zweden (1826-1872)                        | Willem (1833-1834)                                                               | Frederik (1836-1846)                                                             | Maria (1841-1910) x 1871 Wilhelm van Wied (1845-1907)                            | Maria (1841-1910) x 1871 Wilhelm van Wied (1845-1907)                                        | Maria (1841-1910) x 1871 Wilhelm van Wied (1845-1907)                                        | Maria (1841-1910) x 1871 Wilhelm van Wied (1845-1907)                                        | Maria (1841-1910) x 1871 Wilhelm van Wied (1845-1907)                                        | Maria (1841-1910) x 1871 Wilhelm van Wied (1845-1907)                                        |
| Kleinkinderen                                                                | Louise (1851-1926) x 1869 Frederik VIII van Denemarken (1843-1912) | Karel Oscar (1852-1854)                                                          | -                                                                                | -                                                                                | Frederik (1872-1945) x Paulina van Württemberg (1877-1965)                       | Alexander Herman (1874-1877)                                                                 | Willem (1876-1945) x 1906 Sophia von Schönburg-Waldenburg (1885-1937)                        | Viktor (1877-1946) x 1912 Gisela van Solms-Wildenfels (1891-1976)                            | Louise (1880-1965)                                                                           | Elisabeth (1883-1938)                                                                        |
| Achterkleinkinderen                                                          | Christiaan X (1870-1947) Karel (1872-1952) = Haakon VII van Noorwegen Louise Caroline (1875-1906) Harald Christiaan (1876-1949) Ingeborg Charlotte (1878-1958) Thyra Louise (1880-1945) Christiaan Frederik (1887-1944) Dagmar Louise (1890-1961) | -                                                                                | -                                                                                | -                                                                                | Hermann (1899-1941) Dietrich (1901-1976)                                         | -                                                                                            | Marie Eleonore (1909-1956) Karel Victor (1913-1973)                                          | Marie Elisabeth (1913-1985) Benigna (1918-1972)                                              | -                                                                                            | -                                                                                            |